# Логарифм

График двоичного логарифма

Логари́фм числа {\displaystyle b} по основанию {\displaystyle a} (от др.-греч. λόγος —  «отношение» + ἀριθμός — «число») определяется как показатель степени, в которую надо возвести основание {\displaystyle a}, чтобы получить число {\displaystyle b}. Обозначение: {\displaystyle \log _{a}b}, произносится: «логарифм {\displaystyle b} по основанию {\displaystyle a}».
Из определения следует, что нахождение {\displaystyle x=\log _{a}b} равносильно решению уравнения {\displaystyle a^{x}=b}. Например, {\displaystyle \log _{2}8=3}, потому что {\displaystyle 2^{3}=8}.
Вычисление логарифма называется логарифми́рованием. Числа {\displaystyle a} и {\displaystyle b} чаще всего вещественные, но существует также теория комплексных логарифмов.
Логарифмы обладают уникальными свойствами, которые определили их широкое использование для существенного упрощения трудоёмких вычислений. При переходе «в мир логарифмов» умножение заменяется на значительно более простое сложение, деление — на вычитание, а возведение в степень и извлечение корня преобразуются соответственно в умножение и деление на показатель степени. Лаплас говорил, что изобретение логарифмов, «сократив труд астронома, удвоило его жизнь».
Определение логарифмов и таблицу их значений (для тригонометрических функций) впервые опубликовал в 1614 году шотландский математик Джон Непер. Логарифмические таблицы, расширенные и уточнённые другими математиками, повсеместно использовались для научных и инженерных расчётов более трёх веков, пока не появились электронные калькуляторы и компьютеры.
Со временем выяснилось, что логарифмическая функция {\displaystyle y=\log _{a}x} незаменима и во многих других областях человеческой деятельности: решение дифференциальных уравнений, классификация значений величин (например, частота и интенсивность звука), аппроксимация различных зависимостей, теория информации, теория вероятностей и т. д. Эта функция относится к числу элементарных, она обратна по отношению к показательной функции. Чаще всего используются три типа вещественных логарифмов:
- с основанием {\displaystyle 10} (десятичный логарифм);
- с основанием, равным числу Эйлера e (натуральный логарифм);
- с основанием {\displaystyle 2} (двоичный логарифм).

Целую часть логарифма называют характеристикой, а дробную — мантиссой. Например у {\displaystyle \log _{10}253=2{,}40312} характеристика есть {\displaystyle 2}, а мантисса  — {\displaystyle 0{,}40312}.

## Вещественный логарифм
Логарифм вещественного числа {\displaystyle x=\log _{a}b} по определению есть решение уравнения {\displaystyle a^{x}=b}. Случай {\displaystyle a=1} интереса не представляет, поскольку тогда при {\displaystyle b\neq 1} это уравнение не имеет решения, а при {\displaystyle b=1} любое число является решением; в обоих случаях логарифм не определён. Аналогично заключаем, что логарифм не существует при нулевом или отрицательном {\displaystyle a}; кроме того, значение показательной функции {\displaystyle a^{x}} всегда положительно, поэтому следует исключить также случай отрицательного {\displaystyle b}. Окончательно получаем:
| Вещественный логарифм {\displaystyle \log _{a}b} имеет смысл при {\displaystyle a>0,a\neq 1,b>0} |

Как известно, показательная функция {\displaystyle y=a^{x}} (при выполнении указанных условий для {\displaystyle a}) существует, монотонна и каждое значение принимает только один раз, причём диапазон её значений содержит все положительные вещественные числа. Отсюда следует, что значение вещественного логарифма положительного числа всегда существует и определено однозначно.
Наиболее широкое применение нашли следующие виды логарифмов:
- Натуральные: {\displaystyle \log _{e}\,b} или {\displaystyle \ln \,b}, основание: число Эйлера ({\displaystyle e});
- Десятичные: {\displaystyle \log _{10}\,b} или {\displaystyle \lg \,b}, основание: число {\displaystyle 10};
- Двоичные: {\displaystyle \log _{2}\,b} или {\displaystyle \operatorname {lb} \,b}, основание: {\displaystyle 2}. Они применяются, например, в теории информации, информатике, во многих разделах дискретной математики.

### Свойства

#### Основное логарифмическое тождество
Из определения логарифма следует основное логарифмическое тождество:
{\displaystyle a^{\log _{a}b}=b}
Следствие: из равенства двух вещественных логарифмов следует равенство логарифмируемых выражений: если {\displaystyle \log _{a}b=\log _{a}c}, то {\displaystyle a^{\log _{a}b}=a^{\log _{a}c}}, откуда, согласно основному тождеству, {\displaystyle b=c}.

#### Логарифмы единицы и числа, равного основанию
Два равенства, очевидных из определения логарифма:
{\displaystyle \log _{a}1=0;\;\log _{a}a=1.}

#### Логарифм произведения, частного от деления, степени и корня
Приведём сводку формул в предположении, что все значения положительны:
|                     | Формула                                                                                       | Пример | Доказательство |
| ------------------- | --------------------------------------------------------------------------------------------- | --- | --- |
| Произведение        | {\displaystyle \log _{a}(xy)=\log _{a}(x)+\log _{a}(y)}                                       | {\displaystyle \log _{3}(243)=\log _{3}(9\cdot 27)=\log _{3}(9)+\log _{3}(27)=2+3=5}                                                                              | |
| Частное от деления  | {\displaystyle \log _{a}\!\left({\frac {x}{y}}\right)=\log _{a}(x)-\log _{a}(y)}              | {\displaystyle \lg \left({\frac {1}{1000}}\right)=\lg(1)-\lg(1000)=0-3=-3}                                                                                        | |
| Степень             | {\displaystyle \log _{a}(x^{p})=p\log _{a}(x)}                                                | {\displaystyle \log _{2}(64)=\log _{2}(2^{6})=6\log _{2}(2)=6} | Доказательство {\displaystyle \log _{a}{x^{p}}=y} {\displaystyle a^{y}=x^{p}} {\displaystyle a^{\frac {y}{p}}=x} {\displaystyle log_{a}{x}={\frac {y}{p}}} {\displaystyle p\cdot log_{a}{x}=y}                                            |
| Степень в основании | {\displaystyle \log _{(a^{p})}(x)={\frac {1}{p}}\log _{a}(x)={\frac {\log _{a}(x)}{p}}}       | {\displaystyle \log _{2^{10}}{\sin {\left({\frac {\pi }{6}}\right)}}={\frac {\log _{2}{\frac {1}{2}}}{10}}=-{\frac {1}{10}}=-0{,}1}                               | Доказательство {\displaystyle \log _{a^{p}}{x}=y} {\displaystyle a^{y\cdot p}=x} {\displaystyle log_{a}{x}=p\cdot y} {\displaystyle {\frac {log_{a}{x}}{p}}=y}                                                                            |
| Корень              | {\displaystyle \log _{a}{\sqrt[{p}]{x}}={\frac {1}{p}}\log _{a}(x)={\frac {\log _{a}(x)}{p}}} | {\displaystyle \lg {\sqrt {1000}}={\frac {1}{2}}\lg 1000={\frac {3}{2}}=1{,}5}                                                                                    | Доказательство {\displaystyle \log _{a}{\sqrt[{p}]{x}}=y} {\displaystyle a^{y}={\sqrt[{p}]{x}}} {\displaystyle a^{p\cdot y}=x} {\displaystyle log_{a}{x}=p\cdot y} {\displaystyle {\frac {log_{a}{x}}{p}}=y}                              |
| Корень в основании  | {\displaystyle \log _{\sqrt[{p}]{a}}(x)=p\log _{a}(x)}                                        | {\displaystyle \log _{\sqrt {\pi }}{(4\cdot \operatorname {arctg} {1})}=2\cdot \log _{\pi }{\left(4\cdot {\frac {\pi }{4}}\right)}=2\cdot \log _{\pi }{(\pi )}=2} | Доказательство {\displaystyle \log _{\sqrt[{p}]{a}}{x}=y} {\displaystyle a^{\frac {y}{p}}=x} {\displaystyle a^{y}=x^{p}} {\displaystyle a^{\frac {y}{p}}=x} {\displaystyle log_{a}{x}={\frac {y}{p}}} {\displaystyle p\cdot log_{a}{x}=y} |

Существует очевидное обобщение приведённых формул на случай, когда допускаются отрицательные значения переменных, например:
{\displaystyle \log _{a}|xy|=\log _{a}|x|+\log _{a}|y|}
{\displaystyle \log _{a}\!\left|{\frac {x}{y}}\right|=\log _{a}|x|-\log _{a}|y|}
Формулы для логарифма произведения без труда обобщаются на произвольное количество сомножителей:
{\displaystyle \log _{a}(x_{1}x_{2}\dots x_{n})=\log _{a}(x_{1})+\log _{a}(x_{2})+\dots +\log _{a}(x_{n})} (логарифм произведения положительных множителей по данному основанию равен сумме логарифмов множителей по тому же основанию)
{\displaystyle \log _{a}|x_{1}x_{2}\dots x_{n}|=\log _{a}|x_{1}|+\log _{a}|x_{2}|+\dots +\log _{a}|x_{n}|}
Вышеописанные свойства объясняют, почему применение логарифмов (до изобретения калькуляторов) существенно облегчало вычисления. Например, умножение многозначных чисел {\displaystyle x,y} с помощью логарифмических таблиц производилось по следующему алгоритму:
1. найти в таблицах логарифмы чисел {\displaystyle x,y};
2. сложить эти логарифмы, получая (согласно первому свойству) логарифм произведения {\displaystyle x\cdot y};
3. по логарифму произведения найти в таблицах само произведение.

Деление, которое без помощи логарифмов намного более трудоёмко, чем умножение, выполнялось по тому же алгоритму, лишь с заменой сложения логарифмов на вычитание. Аналогично упрощались возведение в степень и извлечение корня.

#### Замена основания логарифма
Логарифм {\displaystyle \log _{a}b} по основанию {\displaystyle a} можно преобразовать в логарифм по другому основанию {\displaystyle c}:
{\displaystyle \log _{a}b={\frac {\log _{c}b}{\log _{c}a}}}
Следствие (при {\displaystyle b=c}) — перестановка основания и логарифмируемого выражения:
{\displaystyle \log _{a}b={\frac {1}{\log _{b}a}}}
См. пример такой перестановки в разделе десятичный логарифм.
Коэффициент {\displaystyle {\frac {1}{\log _{c}a}}=\log _{a}c} в формуле замены основания называется модулем перехода от одного основания к другому.

#### Неравенства
Значение логарифма {\displaystyle \log _{a}{b}} положительно тогда и только тогда, когда числа {\displaystyle a,b} лежат по одну сторону от единицы (то есть либо оба больше единицы, либо оба меньше единицы, но больше нуля). Если же {\displaystyle a,b} лежат по разные стороны от единицы, то логарифм отрицателен.
Любое неравенство для положительных чисел можно логарифмировать. При этом, если основание логарифма больше единицы, то знак неравенства сохраняется, а если основание меньше единицы, знак неравенства меняется на противоположный.

#### Другие тождества и свойства
Если выражения для основания логарифма и для логарифмируемого выражения содержат возведение в степень, для упрощения можно применить следующее тождество:
{\displaystyle {\log _{a^{q}}{b}}^{p}={\dfrac {p}{q}}\log _{a}{b},} где {\displaystyle p,\,q} — вещественные числа, {\displaystyle q\neq 0}
Это тождество сразу получается, если в логарифме слева заменить основание {\displaystyle a^{q}} на {\displaystyle a} по вышеприведённой формуле замены основания. Следствия:
{\displaystyle \log _{a^{k}}b={\dfrac {1}{k}}\log _{a}b;\quad \log _{\sqrt[{n}]{a}}b=n\log _{a}b;\quad \log _{a^{k}}b^{k}=\log _{a}b}
Ещё одно полезное тождество:
{\displaystyle c^{\log _{a}b}=b^{\log _{a}c}}
Для его доказательства заметим, что логарифмы левой и правой частей по основанию {\displaystyle a} совпадают (равны {\displaystyle \log _{a}b\cdot \log _{a}c}), а тогда, согласно следствию из основного логарифмического тождества, левая и правая части тождественно равны. Прологарифмировав предыдущее тождество по произвольному основанию {\displaystyle d}, получаем ещё одно тождество «обмена основаниями»:
{\displaystyle \log _{a}b\cdot \log _{d}c=\log _{d}b\cdot \log _{a}c}

### Логарифмическая функция

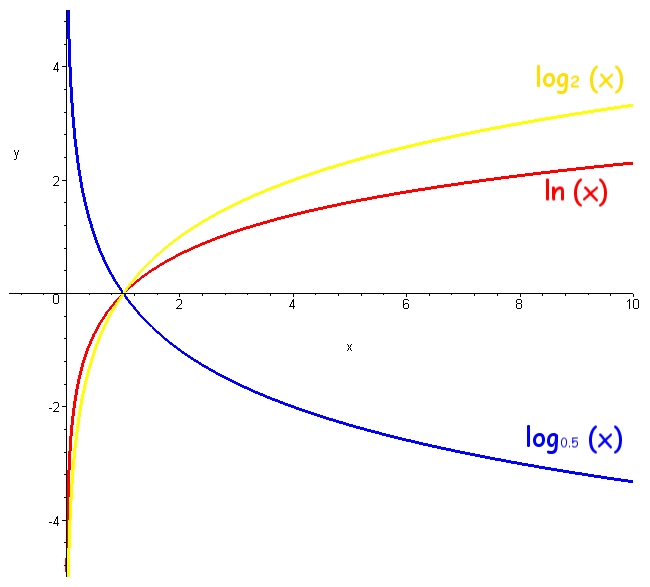
Графики логарифмических функций

Логарифмическая функция обратна к показательной

#### Основные характеристики
Если рассматривать логарифмируемое число как переменную, мы получим логарифмическую функцию {\displaystyle y=\log _{a}x}. Она определена при {\displaystyle a>0;\ a\neq 1;x>0}. Область значений: {\displaystyle E(y)=(-\infty ;+\infty )}. Эта кривая часто называется логарифмикой. Из формулы замены основания логарифма видно, что графики логарифмических функций с разными основаниями, бо́льшими единицы, отличаются один от другого только масштабом по оси {\displaystyle y}; графики для оснований, меньших единицы, являются их зеркальным отражением относительно горизонтальной оси.
Из определения следует, что логарифмическая зависимость есть обратная функция для показательной функции {\displaystyle y=a^{x}}, поэтому их графики симметричны относительно биссектрисы первого и третьего квадрантов (см. рисунок). Как и показательная, логарифмическая функция относится к категории трансцендентных функций.
Функция является строго возрастающей при {\displaystyle a>1} (см. далее графики) и строго убывающей при {\displaystyle 0<a<1}. График любой логарифмической функции проходит через точку {\displaystyle (1;0)}. Функция непрерывна и неограниченно дифференцируема всюду в своей области определения.
Ось ординат ({\displaystyle x=0}) является вертикальной асимптотой, поскольку:
{\displaystyle \lim _{x\to 0+0}\log _{a}x=-\infty } при {\displaystyle a>1};
{\displaystyle \lim _{x\to 0+0}\log _{a}x=+\infty } при {\displaystyle 0<a<1}.
Производная логарифмической функции равна:
{\displaystyle {\frac {d}{dx}}\log _{a}x={\frac {1}{x\cdot \ln a}}}
С точки зрения алгебры, логарифмическая функция осуществляет (единственно возможный) изоморфизм мультипликативной группы положительных вещественных чисел и аддитивной группы всех вещественных чисел. Другими словами, логарифмическая функция есть единственное (определённое для всех положительных значений аргумента) непрерывное решение функционального уравнения:
{\displaystyle f(xy)=f(x)+f(y)}

#### Натуральный логарифм
Из приведённой выше общей формулы производной для натурального логарифма получаем особенно простой результат:
{\displaystyle {\dfrac {d}{dx}}\ln {\left|x\right|}={\dfrac {1}{x}}}
По этой причине в математических исследованиях преимущественно используют именно натуральные логарифмы. Они нередко появляются при решении дифференциальных уравнений, исследовании статистических зависимостей (например, распределения простых чисел) и т. п.

Натуральный логарифм равен площади под гиперболой

Проинтегрировав формулу для производной в интервале от {\displaystyle x=1} до {\displaystyle x=b}, мы получаем:
{\displaystyle \ln b=\int \limits _{1}^{b}{\dfrac {dx}{x}}}
Другими словами, натуральный логарифм равен площади под гиперболой {\displaystyle y={\dfrac {1}{x}}} для указанного интервала x.
Неопределённый интеграл от натурального логарифма легко найти интегрированием по частям:
{\displaystyle \int {\ln x\,\mathrm {d} x}=x\ln x-x+C}
В математическом анализе и теории дифференциальных уравнений большую роль играет понятие логарифмической производной функции {\displaystyle f(x)}:
{\displaystyle {\dfrac {d}{dx}}\ln(f(x))={\dfrac {f'(x)}{f(x)}}}

##### Разложение в ряд и вычисление натурального логарифма
Разложим натуральный логарифм в ряд Тейлора вблизи единицы:
| {\displaystyle \ln(1+x)=x-{\dfrac {x^{2}}{2}}+{\dfrac {x^{3}}{3}}-{\dfrac {x^{4}}{4}}+\dots } | (Ряд 1) |

Этот ряд, называемый «рядом Меркатора», сходится при {\displaystyle -1<x\leqslant 1}. В частности:
| {\displaystyle \ln 2=1-{\dfrac {1}{2}}+{\dfrac {1}{3}}-{\dfrac {1}{4}}+\dots } |

Формула ряда 1 непригодна для практического расчёта логарифмов из-за того, что ряд сходится очень медленно и только в узком интервале. Однако нетрудно получить из неё более удобную формулу:
| {\displaystyle \ln \left({\dfrac {1+x}{1-x}}\right)=2\left(x+{\dfrac {x^{3}}{3}}+{\dfrac {x^{5}}{5}}+{\dfrac {x^{7}}{7}}+\dots \right)} | (Ряд 2) |

Этот ряд сходится быстрее, а кроме того, левая часть формулы теперь может выразить логарифм любого положительного числа {\displaystyle z={\dfrac {1+x}{1-x}}}, ибо тогда {\displaystyle x={\frac {z-1}{z+1}}} по абсолютной величине меньше единицы. Данный алгоритм уже пригоден для реальных численных расчётов значений логарифмов, однако не является наилучшим с точки зрения трудоёмкости. Существуют более эффективные алгоритмы.

#### Десятичный логарифм
Логарифмы по основанию 10 (обозначение: {\displaystyle \lg x}) до изобретения калькуляторов широко применялись для вычислений. Они обладают преимуществом перед логарифмами с иным основанием: целую часть {\displaystyle [\lg x]} логарифма числа {\displaystyle x} легко определить:
- Если {\displaystyle x\geqslant 1}, то {\displaystyle [\lg x]} на 1 меньше числа цифр в целой части числа {\displaystyle x}. Например, сразу очевидно, что {\displaystyle \lg 345} находится в промежутке {\displaystyle (2,3)}.
- Если {\displaystyle 0<x<1}, то ближайшее к {\displaystyle \lg x} целое в меньшую сторону равно общему числу нулей в {\displaystyle x} перед первой ненулевой цифрой (включая ноль перед запятой), взятому со знаком минус. Например, {\displaystyle \lg 0{,}0014} находится в интервале {\displaystyle (-3,-2)}.

Кроме того, при переносе десятичной запятой в числе на {\displaystyle n} разрядов значение десятичного логарифма этого числа изменяется на {\displaystyle n}. Например, {\displaystyle \lg 8314{,}63=\lg 8{,}31463+3}. Отсюда следует, что для вычисления десятичных логарифмов достаточно составить таблицу логарифмов для чисел в диапазоне от {\displaystyle 1} до {\displaystyle 10}.
Связь с натуральным логарифмом:
{\displaystyle \ln x\approx 2{,}30259\ \lg x,\quad \ln x={\frac {\lg x}{\lg e}}=\ln 10\cdot \lg x=(2{,}30259\dots )\lg x}
{\displaystyle \lg x\approx 0{,}43429\ \ln x,\quad \lg x={\frac {\ln x}{\ln 10}}=\lg e\cdot \ln x=(0{,}43429\dots )\ln x}
Поскольку применение логарифмов для расчётов с появлением вычислительной техники почти прекратилось, в наши дни десятичный логарифм в значительной степени вытеснен натуральным. Он сохраняется в основном в тех математических моделях, где исторически укоренился — например, при построении логарифмических шкал.

#### Предельные соотношения
Приведём несколько полезных пределов, связанных с логарифмами:
{\displaystyle \lim _{x\to 0}{\frac {\log _{a}(1+x)}{x}}=\log _{a}e={\frac {1}{\ln a}}}
{\displaystyle \lim _{x\to 0^{+}}x^{b}\log _{a}x=0\quad (b>0)}
{\displaystyle \lim _{x\to \infty }{\frac {\log _{a}x}{x^{b}}}=0\quad (b>0)}
{\displaystyle \ln x=\lim _{n\to \infty }n\left({\sqrt[{n}]{x}}-1\right)=\lim _{n\to \infty }n\left(1-{\frac {1}{\sqrt[{n}]{x}}}\right)}
{\displaystyle \ln x=\lim _{h\to 0}{\frac {x^{h}-1}{h}}}

#### Другие свойства
- Из теоремы Гельфонда следует, что если {\displaystyle a,b} — алгебраические числа ({\displaystyle a\neq 1}), то {\displaystyle \log _{a}b} либо рационален, либо трансцендентен. При этом логарифм рационален и равен {\displaystyle p \over q} только в том случае[19], когда числа {\displaystyle a,b} связаны соотношением {\displaystyle a^{p}=b^{q}}.
- Сумма {\displaystyle \sum _{k=1}^{n}{\frac {1}{k}}} (частичная сумма гармонического ряда) при больших {\displaystyle n} ведёт себя как {\displaystyle \ln n+\gamma +O(n^{-1})}, где {\displaystyle \gamma \approx 0{,}5772156649\dots } — постоянная Эйлера — Маскерони.

## Комплексный логарифм

### Определение и свойства
Для комплексных чисел логарифм определяется так же, как вещественный. На практике используется почти исключительно натуральный комплексный логарифм, который обозначается {\displaystyle \mathrm {Ln} \,z} и определяется как решение {\displaystyle w} уравнения {\displaystyle e^{w}=z} (другие, эквивалентные данному, варианты определения приведены ниже).
В поле комплексных чисел решение этого уравнения, в отличие от вещественного случая, не определено однозначно. Например, согласно тождеству Эйлера, {\displaystyle e^{\pi i}=-1}; однако также {\displaystyle e^{-\pi i}=e^{3\pi i}=e^{5\pi i}\dots =-1}. Это связано с тем, что показательная функция вдоль мнимой оси является периодической (с периодом {\displaystyle 2\pi i}), и одно и то же значение функция принимает бесконечно много раз. Таким образом, комплексная логарифмическая функция {\displaystyle w=\mathrm {Ln} \,z} является многозначной.
Комплексный нуль не имеет логарифма, поскольку комплексная экспонента не принимает нулевого значения. Ненулевое {\displaystyle z} можно представить в показательной форме:
{\displaystyle z=r\cdot e^{i\varphi }}
Тогда {\displaystyle \mathrm {Ln} \,z} находится по формуле:
{\displaystyle \mathrm {Ln} \,z=\ln r+i\left(\varphi +2\pi k\right)}
Здесь {\displaystyle \ln \,r=\ln \,|z|} — вещественный логарифм, {\displaystyle k} — произвольное целое число. Отсюда вытекает:
| Комплексный логарифм {\displaystyle \mathrm {Ln} \,z} существует для любого {\displaystyle z\neq 0}, и его вещественная часть определяется однозначно, в то время как мнимая часть имеет бесконечное множество значений, различающихся на целое кратное {\displaystyle 2\pi }. |

Вещественная часть комплексного логарифма

Из формулы видно, что у одного и только одного из значений мнимая часть находится в интервале {\displaystyle (-\pi ,\pi ]}. Это значение называется главным значением комплексного натурального логарифма. Соответствующая (уже однозначная) функция называется главной ветвью логарифма и обозначается {\displaystyle \ln \,z}. Иногда через {\displaystyle \ln \,z} также обозначают значение логарифма, лежащее не на главной ветви. Если {\displaystyle z} — вещественное число, то главное значение его логарифма совпадает с обычным вещественным логарифмом.
Из приведённой формулы также следует, что вещественная часть логарифма определяется следующим образом через компоненты аргумента:
{\displaystyle \operatorname {Re} (\ln(x+iy))={\frac {1}{2}}\ln(x^{2}+y^{2})}
На рисунке показано, что вещественная часть как функция компонентов центрально-симметрична и зависит только от расстояния до начала координат. Она получается вращением графика вещественного логарифма вокруг вертикальной оси. С приближением к нулю функция стремится к {\displaystyle -\infty }.
Логарифм отрицательного числа находится по формуле:
{\displaystyle \mathrm {Ln} (-x)=\ln x+i\pi (2k+1)\qquad (x>0,\ k=0,\pm 1,\pm 2\dots )}

### Примеры значений комплексного логарифма
Приведём главное значение логарифма ({\displaystyle \ln }) и общее его выражение ({\displaystyle \mathrm {Ln} }) для некоторых аргументов:
{\displaystyle \ln(1)=0;\;\mathrm {Ln} (1)=2k\pi i}
{\displaystyle \ln(-1)=i\pi ;\;\mathrm {Ln} (-1)=(2k+1)i\pi }
{\displaystyle \ln(i)=i{\frac {\pi }{2}};\;\mathrm {Ln} (i)=i{\frac {4k+1}{2}}\pi }
Следует быть осторожным при преобразованиях комплексных логарифмов, принимая во внимание, что они многозначны, и поэтому из равенства логарифмов каких-либо выражений не следует равенство этих выражений. Пример ошибочного рассуждения:
{\displaystyle i\pi =\ln(-1)=\ln((-i)^{2})=2\ln(-i)=2(-i\pi /2)=-i\pi }
— ошибка, которая, однако, косвенно указывает на то, что значения, отличающиеся на {\displaystyle 2i\pi }, являются логарифмами одного и того же числа.
Отметим, что слева стоит главное значение логарифма, а справа — значение из нижележащей ветви ({\displaystyle k=-1}). Причина ошибки — неосторожное использование свойства {\displaystyle \log _{a}{(b^{p})}=p~\log _{a}b}, которое, вообще говоря, подразумевает в комплексном случае весь бесконечный набор значений логарифма, а не только главное значение.

### Комплексная логарифмическая функция и риманова поверхность

Комплексный логарифм (мнимая часть)

В комплексном анализе вместо рассмотрения многозначных функций на комплексной плоскости принято иное решение: рассматривать функцию как однозначную, но определённую не на плоскости, а на более сложном многообразии, которое называется римановой поверхностью. Комплексная логарифмическая функция также относится к этой категории: её образ (см. рисунок) состоит из бесконечного числа ветвей, закрученных в виде спирали. Эта поверхность непрерывна и односвязна. Единственный нуль у функции (первого порядка) получается при {\displaystyle z=1}. Особые точки: {\displaystyle z=0} и {\displaystyle z=\infty } (точки разветвления бесконечного порядка).
В силу односвязности риманова поверхность логарифма является универсальной накрывающей для комплексной плоскости без точки {\displaystyle 0}.

### Аналитическое продолжение
Логарифм комплексного числа также может быть определён как аналитическое продолжение вещественного логарифма на всю комплексную плоскость. Пусть кривая {\displaystyle \Gamma } начинается в единице, не проходит через нуль и не пересекает отрицательную часть вещественной оси. Тогда главное значение логарифма в конечной точке {\displaystyle w} кривой {\displaystyle \Gamma } можно определить по формуле:
{\displaystyle \ln w=\int \limits _{\Gamma }{du \over u}}
Если {\displaystyle \Gamma } — простая кривая (без самопересечений), то для чисел, лежащих на ней, логарифмические тождества можно применять без опасений, например:
{\displaystyle \ln(wz)=\ln w+\ln z,~\forall z,w\in \Gamma \colon zw\in \Gamma }
Главная ветвь логарифмической функции непрерывна и дифференцируема на всей комплексной плоскости, кроме отрицательной части вещественной оси, на которой мнимая часть скачком меняется на {\displaystyle 2\pi }. Но этот факт есть следствие искусственного ограничения мнимой части главного значения интервалом {\displaystyle (-\pi ,\pi ]}. Если рассмотреть все ветви функции, то непрерывность имеет место во всех точках, кроме нуля, где функция не определена. Если разрешить кривой {\displaystyle \Gamma } пересекать отрицательную часть вещественной оси, то первое такое пересечение переносит результат с ветви главного значения на соседнюю ветвь, а каждое следующее пересечение вызывает аналогичное смещение по ветвям логарифмической функции (см. рисунок).
Из формулы аналитического продолжения следует, что на любой ветви логарифма:
{\displaystyle {\frac {d}{dz}}\ln z={1 \over z}}
Для любой окружности {\displaystyle S}, охватывающей точку {\displaystyle 0}:
{\displaystyle \oint \limits _{S}{dz \over z}=2\pi i}
Интеграл берётся в положительном направлении (против часовой стрелки). Это тождество лежит в основе теории вычетов.
Можно также определить аналитическое продолжение комплексного логарифма с помощью вышеприведённых рядов: ряда 1 или ряда 2, — обобщённых на случай комплексного аргумента. Однако из вида этих рядов следует, что в единице сумма ряда равна нулю, то есть ряд относится только к главной ветви многозначной функции комплексного логарифма. Радиус сходимости обоих рядов равен 1.

### Связь с обратными тригонометрическими и гиперболическими функциями
Поскольку комплексные тригонометрические функции связаны с экспонентой (формула Эйлера), то комплексный логарифм как обратная к экспоненте функция связан с обратными тригонометрическими функциями:
{\displaystyle \operatorname {Arcsin} z=-i\operatorname {Ln} (iz+{\sqrt {1-z^{2}}})}
{\displaystyle \operatorname {Arccos} z=-i\operatorname {Ln} (z+i{\sqrt {1-z^{2}}})}
{\displaystyle \operatorname {Arctg} z=-{\frac {i}{2}}\ln {\frac {1+zi}{1-zi}}+k\pi \;(z\neq \pm i)}
{\displaystyle \operatorname {Arcctg} z=-{\frac {i}{2}}\ln {\frac {zi-1}{zi+1}}+k\pi \;(z\neq \pm i)}
Гиперболические функции на комплексной плоскости можно рассматривать как тригонометрические функции мнимого аргумента, поэтому и здесь имеет место связь с логарифмом:
{\displaystyle \operatorname {Arsh} z=\operatorname {Ln} (z+{\sqrt {z^{2}+1}})} — обратный гиперболический синус
{\displaystyle \operatorname {Arch} z=\operatorname {Ln} \left(z+{\sqrt {z^{2}-1}}\right)} — обратный гиперболический косинус
{\displaystyle \operatorname {Arth} z={\frac {1}{2}}\operatorname {Ln} \left({\frac {1+z}{1-z}}\right)} — обратный гиперболический тангенс
{\displaystyle \operatorname {Arcth} z={\frac {1}{2}}\operatorname {Ln} \left({\frac {z+1}{z-1}}\right)} — обратный гиперболический котангенс

## Исторический очерк

### Предшественники
Идейным источником и стимулом применения логарифмов послужил тот факт (известный ещё Архимеду), что при перемножении степеней их показатели складываются: {\displaystyle a^{b}\cdot a^{c}=a^{b+c}}. Индийский математик VIII века Вирасена, исследуя степенные зависимости, опубликовал таблицу целочисленных показателей (то есть, фактически, логарифмов) для оснований 2, 3, 4.

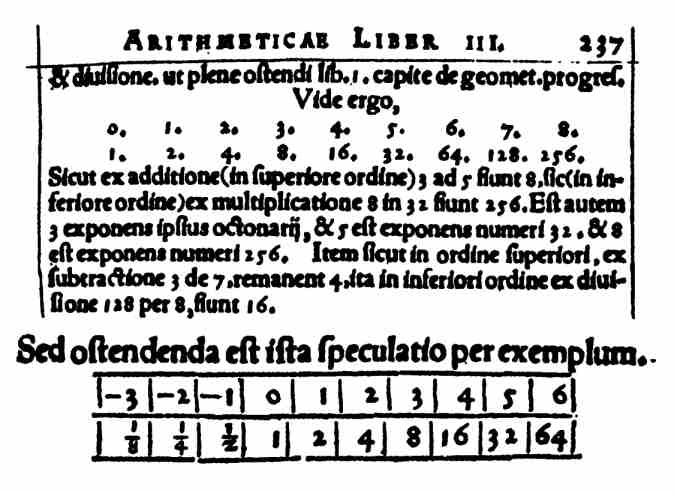
Логарифмическая таблица М. Штифеля, «Arithmetica integra», 1544

Решающий шаг был сделан в средневековой Европе. Потребность в сложных расчётах в XVI веке быстро росла, и значительная часть трудностей была связана с умножением и делением многозначных чисел, а также извлечением корней. В конце века нескольким математикам, почти одновременно, пришла в голову идея: заменить трудоёмкое умножение на простое сложение, сопоставив с помощью специальных таблиц геометрическую и арифметическую прогрессии, при этом геометрическая будет исходной. Тогда и деление автоматически заменяется на неизмеримо более простое и надёжное вычитание, упростятся также возведение в степень и извлечение корня.
Первым эту идею опубликовал в своей книге «Arithmetica integra» (1544) Михаэль Штифель, который, впрочем, не приложил серьёзных усилий для практической реализации своей идеи. Главной заслугой Штифеля является переход от целых показателей степени к произвольным рациональным (первые шаги в этом направлении сделали Николай Орем в XIV веке и Никола Шюке в XV веке).
В исламском мире Ибн Хамза в 1591 году также пришёл к ключевой идее для открытия концепции логарифма. Как и европейские математики, в своей работе он для удобства сопоставил с помощью специальной таблицы арифметическую и геометрическую прогрессии. Это позволило ему преобразовывать сложные операции умножения и деления в более простые сложение и вычитание. Однако до конца эту идею он не довёл.

### Джон Непер и его «удивительная таблица логарифмов»

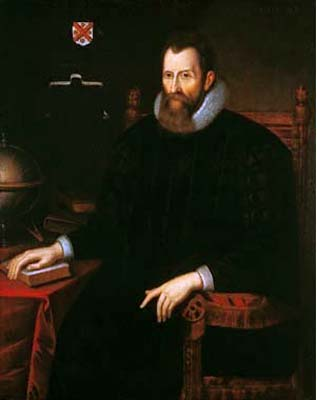
Джон Непер

В 1614 году шотландский математик-любитель Джон Непер опубликовал на латинском языке сочинение под названием «Описание удивительной таблицы логарифмов» (лат. Mirifici Logarithmorum Canonis Descriptio). В нём было краткое описание логарифмов и их свойств, а также 8-значные таблицы логарифмов синусов, косинусов и тангенсов, с шагом 1'. Термин логарифм, предложенный Непером, утвердился в науке. Теорию логарифмов Непер изложил в другой своей книге «Построение удивительной таблицы логарифмов» (лат. Mirifici Logarithmorum Canonis Constructio), изданной посмертно в 1619 году его сыном Робертом.
Судя по документам, техникой логарифмирования Непер владел уже к 1594 году. Непосредственной целью её разработки было облегчить Неперу сложные астрологические расчёты; именно поэтому в таблицы были включены только логарифмы тригонометрических функций.
Понятия функции тогда ещё не было, и Непер определил логарифм кинематически, сопоставив равномерное и логарифмически-замедленное движение; например, логарифм синуса он определил следующим образом:
Логарифм данного синуса есть число, которое арифметически возрастало всегда с той же скоростью, с какой полный синус начал геометрически убывать.
В современных обозначениях кинематическую модель Непера можно изобразить дифференциальным уравнением:
{\displaystyle {\frac {dx}{x}}=-{\frac {dy}{M}}},
где M — масштабный множитель, введённый для того, чтобы значение получилось целым числом с нужным количеством знаков (десятичные дроби тогда ещё не нашли широкого применения). Непер взял M = 10 000 000.
То есть логарифм {\displaystyle x} есть такая функция {\displaystyle y=f(x)}, скорость роста которой обратно пропорциональна {\displaystyle x}.
Строго говоря, Непер табулировал не ту функцию, которая сейчас называется логарифмом. Если обозначить его функцию {\displaystyle \operatorname {LogNap} (x)}, то она связана с натуральным логарифмом следующим образом:
{\displaystyle \operatorname {LogNap} (x)=M\cdot (\ln(M)-\ln(x))}
Очевидно, {\displaystyle \operatorname {LogNap} (M)=0}, то есть логарифм «полного синуса» (соответствующего 90°) есть нуль — этого и добивался Непер своим определением. Также он хотел, чтобы все логарифмы были положительны; нетрудно убедиться, что это условие для {\displaystyle x<M} выполняется. {\displaystyle \operatorname {LogNap} (0)=\infty }.
Основное свойство логарифма Непера: если величины образуют геометрическую прогрессию, то их логарифмы образуют прогрессию арифметическую. Однако правила логарифмирования для неперовой функции отличались от правил для современного логарифма, например:
{\displaystyle \operatorname {LogNap} (a\cdot b)=\operatorname {LogNap} (a)+\operatorname {LogNap} (b)-\operatorname {LogNap} (1)}

### Дальнейшее развитие
Как вскоре обнаружилось, из-за ошибки в алгоритме все значения таблицы Непера содержали неверные цифры после шестого знака. Однако это не помешало новой методике вычислений получить широчайшую популярность, и составлением логарифмических таблиц занялись многие европейские математики. Кеплер в изданный им астрономический справочник 1620 года вставил восторженное посвящение Неперу (не зная, что изобретатель логарифмов уже скончался). В 1624 году Кеплер опубликовал свой собственный вариант логарифмических таблиц (лат. Chilias Logarithmorum ad totidem numeros rotundos). Использование логарифмов позволило Кеплеру относительно быстро завершить многолетний труд по составлению Рудольфинских таблиц, которые закрепили успех гелиоцентрической астрономии.
Спустя несколько лет после книги Непера появились логарифмические таблицы, использующие более близкое к современному понимание логарифма. Лондонский профессор Генри Бригс издал 14-значные таблицы десятичных логарифмов (1617), причём не для тригонометрических функций, а для произвольных целых чисел до 1000 (7 лет спустя Бригс увеличил количество чисел до 20000). В 1619 году лондонский учитель математики Джон Спайделл (англ. John Speidell) переиздал логарифмические таблицы Непера, исправленные и дополненные так, что они фактически стали таблицами натуральных логарифмов. У Спайделла тоже были и логарифмы самих чисел до 1000 (причём логарифм единицы, как и у Бригса, был равен нулю) — хотя масштабирование до целых чисел Спайделл сохранил.
Вскоре выяснилось, что место логарифмов в математике не ограничивается расчётными удобствами. В 1629 году бельгийский математик Грегуар де Сен-Венсан показал, что площадь под гиперболой {\displaystyle y={\frac {1}{x}}} меняется по логарифмическому закону. В 1668 году немецкий математик Николас Меркатор (Кауфман) открыл и опубликовал в своей книге Logarithmotechnia разложение логарифма в бесконечный ряд. По мнению многих историков, появление логарифмов оказало сильное влияние на многие математические концепции, в том числе:
1. Формирование и признание общего понятия иррациональных и трансцендентных чисел[44].
2. Появление показательной функции и общего понятия числовой функции, числа Эйлера, развитие теории разностных уравнений[45].
3. Начало работы с бесконечными рядами[43].
4. Общие методы решения дифференциальных уравнений различных типов.
5. Существенное развитие теории численных методов, требуемых для вычисления точных логарифмических таблиц.

До конца XIX века общепринятого обозначения логарифма не было, основание a указывалось то левее и выше символа log, то над ним. В конечном счёте математики пришли к выводу, что наиболее удобное место для основания — ниже строки, после символа log: {\displaystyle \log _{a}b}. Краткие обозначения наиболее употребительных видов логарифма — {\displaystyle \lg ,\;\ln } для десятичного и натурального — появились намного раньше сразу у нескольких авторов и закрепились окончательно также к концу XIX века.
Близкое к современному понимание логарифмирования — как операции, обратной возведению в степень — впервые появилось у Валлиса (1685) и Иоганна Бернулли (1694), а окончательно было узаконено Эйлером. В книге «Введение в анализ бесконечных» (1748) Эйлер дал современные определения как показательной, так и логарифмической функций, привёл разложение их в степенные ряды, особо отметил роль натурального логарифма. Эйлеру принадлежит и заслуга распространения логарифмической функции на комплексную область.

### Расширение логарифма на комплексную область
Первые попытки распространить логарифмы на комплексные числа предпринимали на рубеже XVII—XVIII веков Лейбниц и Иоганн Бернулли, однако создать целостную теорию им не удалось — в первую очередь по той причине, что тогда ещё не было ясно определено само понятие логарифма. Дискуссия по этому поводу велась сначала между Лейбницем и Бернулли, а в середине XVIII века — между Д’Аламбером и Эйлером. Бернулли и Д’Аламбер считали, что следует определить {\displaystyle \log(-x)=\log(x)}, в то время как Лейбниц доказывал, что логарифм отрицательного числа есть мнимое число. Полная теория логарифмов отрицательных и комплексных чисел была опубликована Эйлером в 1747—1751 годах и по существу ничем не отличается от современной. Хотя спор продолжался (Д’Аламбер отстаивал свою точку зрения и подробно аргументировал её в статье своей «Энциклопедии» и в других трудах), подход Эйлера к концу XVIII века получил всеобщее признание.
В XIX веке, с развитием комплексного анализа, исследование комплексного логарифма стимулировало новые открытия. Гаусс в 1811 году разработал полную теорию многозначности логарифмической функции, определяемой как интеграл от {\displaystyle {\frac {1}{z}}}. Риман, опираясь на уже известные факты об этой и аналогичных функциях, построил общую теорию римановых поверхностей.
Разработка теории конформных отображений показала, что меркаторская проекция в картографии, возникшая ещё до открытия логарифмов (1550), может быть описана как комплексный логарифм.

## Некоторые практические применения

### Логарифмические зависимости в науке и природе
Логарифмические функции распространены чрезвычайно широко как в математике, так и в естественных науках. Часто логарифмы появляются там, где проявляется самоподобие, то есть некоторый объект последовательно воспроизводится в уменьшенном или увеличенном масштабе; см. ниже такие примеры, как рекурсивные алгоритмы, фракталы или раковины моллюсков. Приведём несколько примеров использования логарифмов в разнообразных науках.

#### Теория чисел
Распределение простых чисел асимптотически подчиняется простым законам:
1. Число простых чисел в интервале от 1 до {\displaystyle n} приблизительно равно {\displaystyle {\frac {n}{\ln n}}}.
2. k-е простое число приблизительно равно {\displaystyle k\ln k}.

Ещё более точные оценки используют интегральный логарифм.
Нередко возникает задача грубо оценить очень большое число — например, факториал или число Мерсенна с большим номером. Для этого было бы удобно приближённо записать число в экспоненциальном формате, то есть в виде мантиссы и десятичного порядка.
Задача легко решается с применением логарифмов. Рассмотрим для примера 44-е число Мерсенна {\displaystyle M=2^{32582657}-1}.
{\displaystyle \lg M\approx 32582657\cdot \lg 2\approx 9808357{,}09543}
Следовательно, мантисса результата равна {\displaystyle 10^{0{,}09543}\approx 1{,}25.} Окончательно получим:
{\displaystyle M\approx 1{,}25\cdot 10^{9808357}.}

#### Математический анализ
Логарифмы нередко возникают при нахождении интегралов и при решении дифференциальных уравнений. Примеры:
{\displaystyle \int {\operatorname {tg} x}\,dx=-\ln |\cos x|+C;\quad \int {\frac {dx}{\sqrt {x^{2}+a}}}=-\ln \ \left|\ x+{\sqrt {x^{2}+a}}\ \right|+C}

#### Теория вероятностей и статистика

Распределение Бенфорда. По горизонтали — первые значащие цифры, по вертикали — вероятность их появления.

В статистике и теории вероятностей логарифм входит в ряд практически важных вероятностных распределений. Например, логарифмическое распределение используется в генетике и физике. Логнормальное распределение часто встречается в ситуациях, когда исследуемая величина есть произведение нескольких независимых положительных случайных переменных.
Закон Бенфорда («закон первой цифры») описывает вероятность появления определённой первой значащей цифры при измерении реальных величин.
Для оценки неизвестного параметра широко применяются метод максимального правдоподобия и связанная с ним логарифмическая функция правдоподобия.
Флуктуации при случайном блуждании описывает закон Хинчина-Колмогорова.

#### Информатика и вычислительная математика
В информатике: единица измерения информации (бит). Например, для хранения в компьютере натурального числа {\displaystyle N} (в обычном для компьютера двоичном формате) понадобится {\displaystyle \log _{2}N+1} битов.
Информационная энтропия — мера количества информации.
Оценка асимптотической сложности рекурсивных алгоритмов, основанных на принципе «разделяй и властвуй» — таких как быстрая сортировка, быстрое преобразование Фурье и т. п.
Обычно числовые значения хранятся в памяти компьютера или специализированного процессора в формате с плавающей запятой. Если, однако, сложение и вычитание для группы данных выполняются редко, а умножение, деление, возведение в степень и извлечение корня — гораздо чаще, тогда имеет смысл рассмотреть возможность хранения таких данных в логарифмическом формате. В этом случае вместо числа хранится логарифм его модуля и знак, и скорость вычислений благодаря свойствам логарифма значительно повышается. Логарифмический формат хранения был использован в нескольких системах, где доказал свою эффективность.

#### Фракталы и размерность

Треугольник Серпинского (справа)

Логарифмы помогают выразить размерность Хаусдорфа для фрактала. Например, рассмотрим треугольник Серпинского, который получается из равностороннего треугольника последовательным удалением аналогичных треугольников, линейный размер каждого из которых на каждом этапе уменьшается вдвое (см. рисунок). Размерность результата определяется по формуле:
{\displaystyle {\frac {\ln 3}{\ln 2}}\approx 1{,}58}

#### Механика и физика
Принцип Больцмана в статистической термодинамике — одна из важнейших функций состояния термодинамической системы, характеризующая степень её хаотичности.
Формула Циолковского применяется для расчёта скорости ракеты.

#### Химия и физическая химия
Уравнение Нернста связывает окислительно-восстановительный потенциал системы с активностями веществ, входящих в электрохимическое уравнение, а также со стандартными электродными потенциалами окислительно-восстановительных пар.
Логарифм используется в определениях таких величин, как показатель константы автопротолиза (самоионизации молекулы) и водородный показатель (кислотности раствора).

#### Теория музыки
Чтобы решить вопрос о том, на сколько частей делить октаву, требуется отыскать рациональное приближение для {\displaystyle \log _{2}{\frac {3}{2}}\approx 0{,}585}. Если разложить это число в непрерывную дробь, то третья подходящая дробь (7/12) позволяет обосновать классическое деление октавы на 12 полутонов.

#### Психология и физиология
Человеческое восприятие многих явлений хорошо описывается логарифмическим законом.
Закон Вебера — Фехнера — эмпирический психофизиологический закон, заключающийся в том, что интенсивность ощущения пропорциональна логарифму интенсивности стимула — громкости звука, яркости света.
Закон Фиттса: чем дальше или точнее выполняется движение организма, тем больше коррекции необходимо для его выполнения и тем дольше эта коррекция исполняется.
Время на принятие решения при наличии выбора можно оценить по закону Хика.

#### Биология
Ряд биологических форм хорошо соответствует логарифмической спирали — кривой, у которой касательная в каждой точке образует с радиус-вектором в этой точке один и тот же угол, то есть прирост радиуса на единицу длины окружности постоянен:

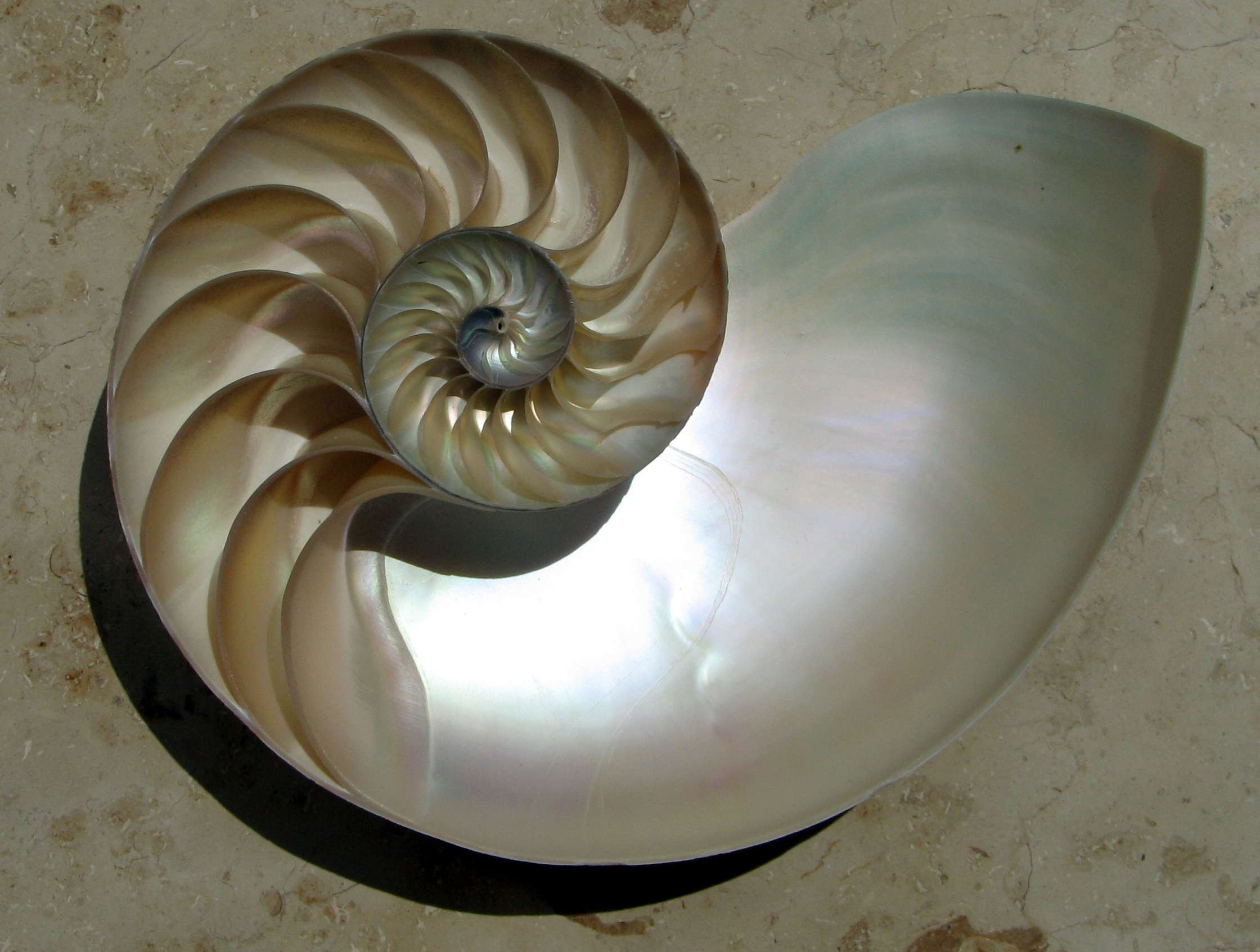
Раковина наутилуса
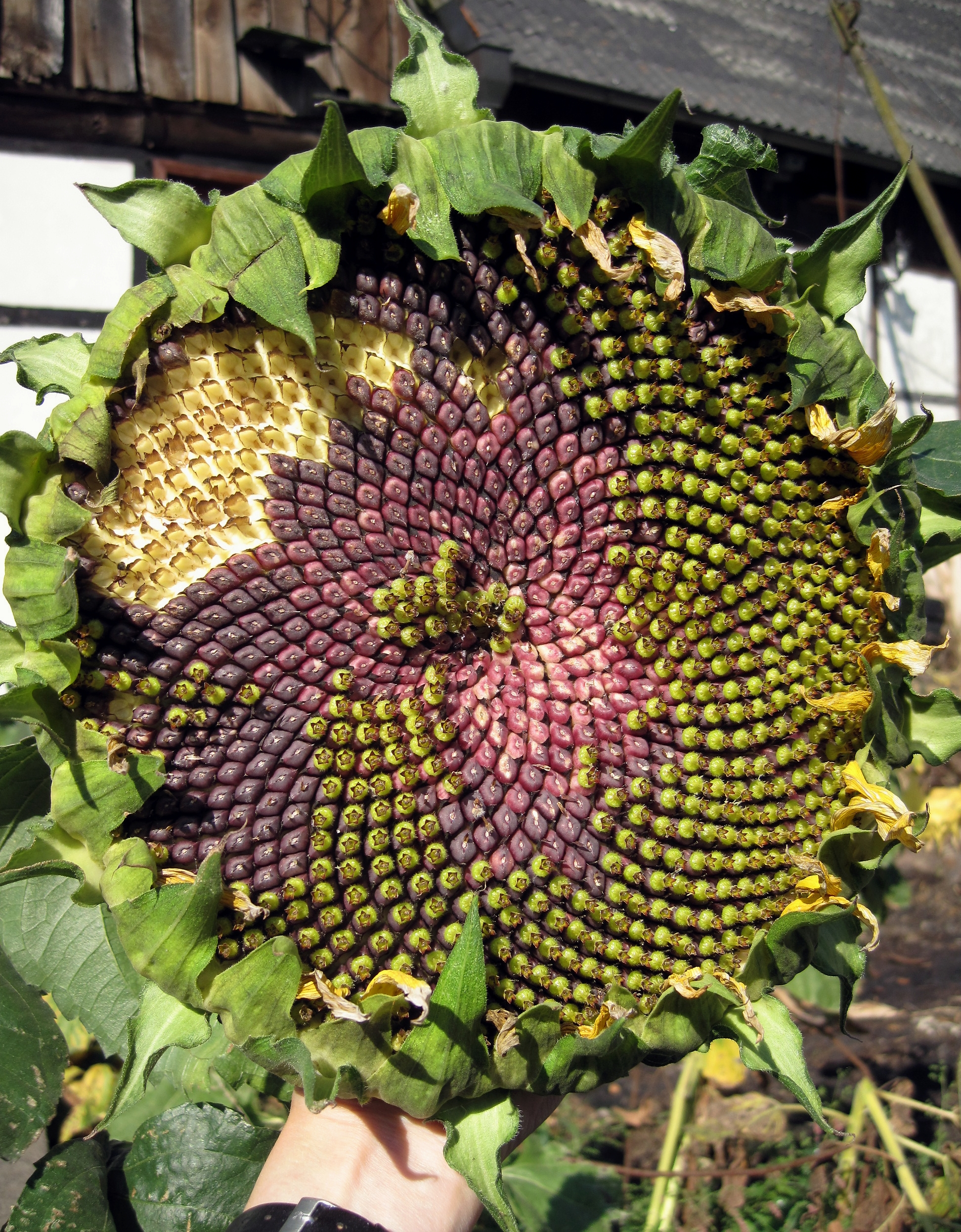
Расположение семян на подсолнечнике
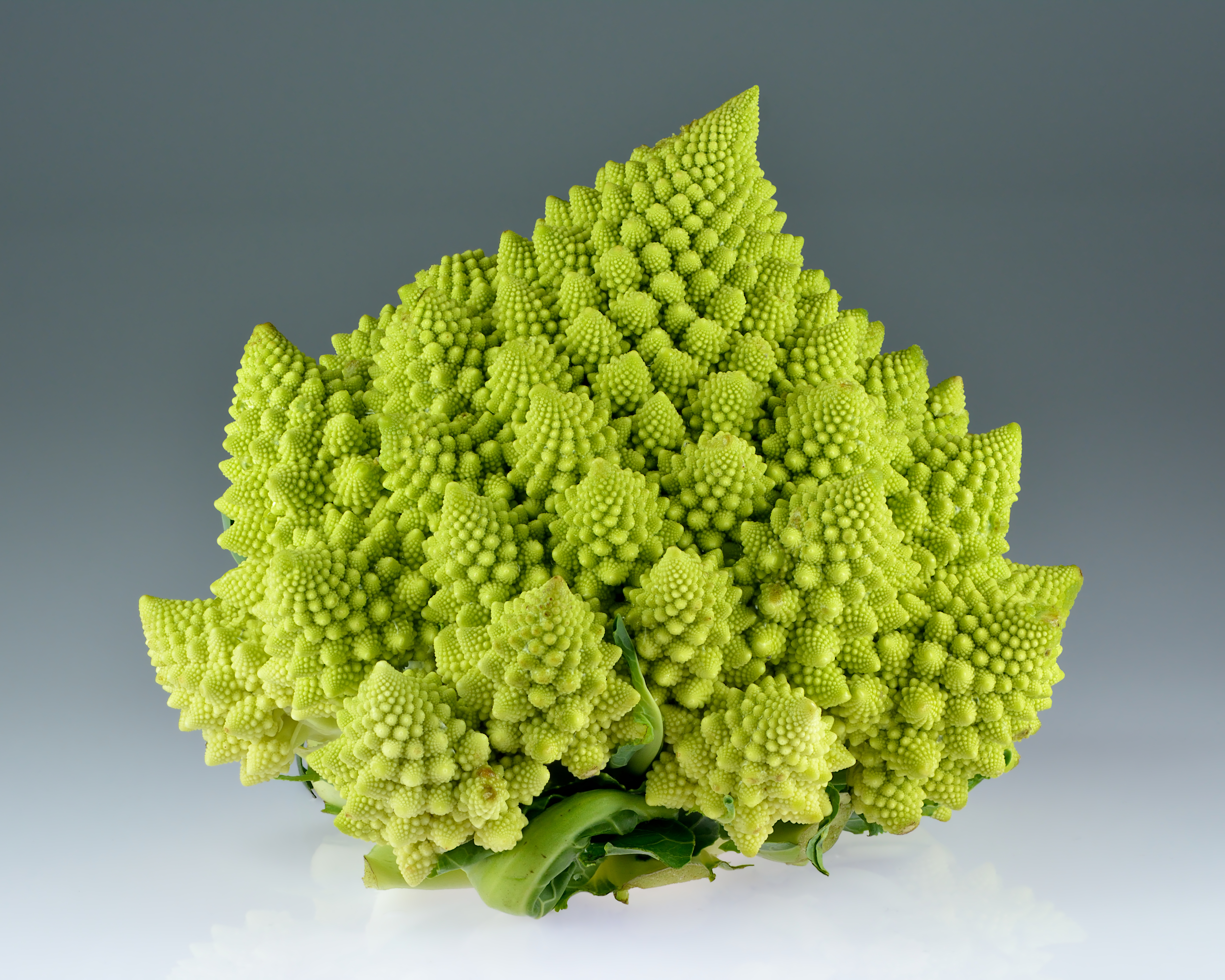
Цветная капуста Романеско

#### Разное
Число кругов игры по олимпийской системе равно двоичному логарифму от числа участников соревнований, округлённому до ближайшего большего целого.

### Логарифмическая шкала

Логарифмическая шкала

Неравномерная шкала десятичных логарифмов используется во многих областях науки. Для обеспечения вычислений она наносится на логарифмические линейки. Другие примеры:
- Акустика — уровень звукового давления и интенсивность звука (децибелы)[68].
- Отношение сигнал/шум в радиотехнике и электросвязи[69].
- Астрономия — шкала яркости звёзд[70].
- Химия — активность водородных ионов (pH)[71].
- Сейсмология — шкала Рихтера[72].
- Оптическая плотность — мера поглощения света прозрачными объектами или отражения света непрозрачными объектами[73].
- Фотографическая широта — характеристика светочувствительного материала[74].
- Шкала выдержек и диафрагм в фотографии[75].
- Теория музыки — нотная шкала, по отношению к частотам нотных звуков[61].
- Сельское хозяйство — основная гидрофизическая характеристика почвы[76].
- Теория управления — логарифмическая амплитудно-фазовая частотная характеристика[77].

Логарифмическая шкала особенно удобна в тех случаях, когда уровни измеряемой величины образуют геометрическую прогрессию, поскольку тогда их логарифмы распределены с постоянным шагом. Например, 12 полутонов классической октавы образуют (приближённо) такую прогрессию со знаменателем {\displaystyle {\sqrt[{12}]{2}}\approx 1{,}059}. Аналогично, каждый уровень шкалы Рихтера соответствует в 10 раз большей энергии, чем предыдущий уровень. Даже при отсутствии геометрической прогрессии логарифмическая шкала может пригодиться для компактного представления широкого диапазона значений измеряемой величины.

Логарифмическая шкала также широко применяется для оценки показателя степени в степенных зависимостях и коэффициента в показателе экспоненты. При этом график, построенный в логарифмическом масштабе по одной или двум осям, принимает вид прямой, более простой для исследования.
Верхний ряд - 1) обе линейные; 2) логарифмическая (x) и линейная (y); 

Нижний ряд - 1) линейная (x) и логарифмическая (y); 2) обе логарифмические.

### Логарифмические таблицы

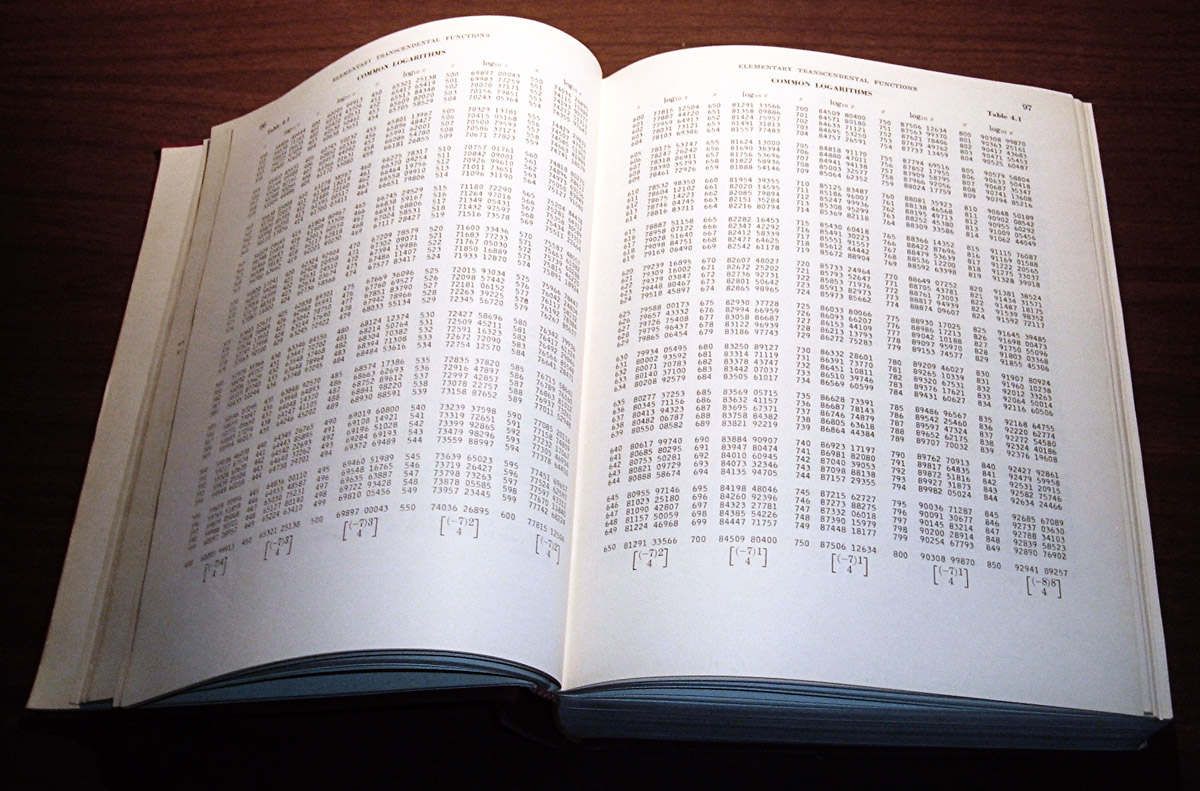
Логарифмические таблицы

Из свойств логарифма следует, что вместо трудоёмкого умножения многозначных чисел достаточно найти (по таблицам) и сложить их логарифмы, а потом по тем же таблицам (раздел «Антилогарифмы») выполнить потенцирование, то есть найти значение результата по его логарифму. Выполнение деления отличается только тем, что логарифмы вычитаются.
Первые таблицы логарифмов опубликовал Джон Непер (1614), и они содержали только логарифмы тригонометрических функций, причём с ошибками. Независимо от него свои таблицы опубликовал Йост Бюрги, друг Кеплера (1620). В 1617 году оксфордский профессор математики Генри Бригс опубликовал таблицы, которые уже включали десятичные логарифмы самих чисел, от 1 до 1000, с 8 (позже — с 14) знаками. Но и в таблицах Бригса обнаружились ошибки. Первое безошибочное издание на основе таблиц Георга Веги (1783) появилось только в 1857 году в Берлине (таблицы Бремикера).
В России первые таблицы логарифмов были изданы в 1703 году при участии Л. Ф. Магницкого. В СССР выпускались несколько сборников таблиц логарифмов:
1. Брадис В. М. Четырёхзначные математические таблицы. М.: Дрофа, 2010, ISBN 978-5-358-07433-0. Таблицы Брадиса, издаваемые с 1921 года, использовались в учебных заведениях и в инженерных расчётах, не требующих большой точности. Они содержали мантиссы десятичных логарифмов чисел и тригонометрических функций, натуральные логарифмы и некоторые другие полезные расчётные инструменты.
2. Вега Г. Таблицы семизначных логарифмов, 4-е издание, М.: Недра, 1971. Профессиональный сборник для точных вычислений.
3. Бремикер К. Логарифмо-тригонометрические таблицы. М.: Наука, 1962. 664 с. Классические шестизначные таблицы, удобные для расчётов с тригонометрическими функциями.
4. Пятизначные таблицы натуральных значений тригонометрических величин, их логарифмов и логарифмов чисел, 6-е издание, М.: Наука, 1972.
5. Таблицы натуральных логарифмов, 2-е издание, в 2 томах, М.: Наука, 1971.
6. Десятизначные таблицы логарифмов комплексных чисел. М., 1952.

### Логарифмическая линейка
В 1620-е годы Эдмунд Уингейт и Уильям Отред изобрели первую логарифмическую линейку, до появления карманных калькуляторов служившую незаменимым расчётным орудием инженера. С помощью этого компактного инструмента можно быстро производить все алгебраические операции, в том числе с участием тригонометрических функций. Точность расчётов — около 3 значащих цифр.

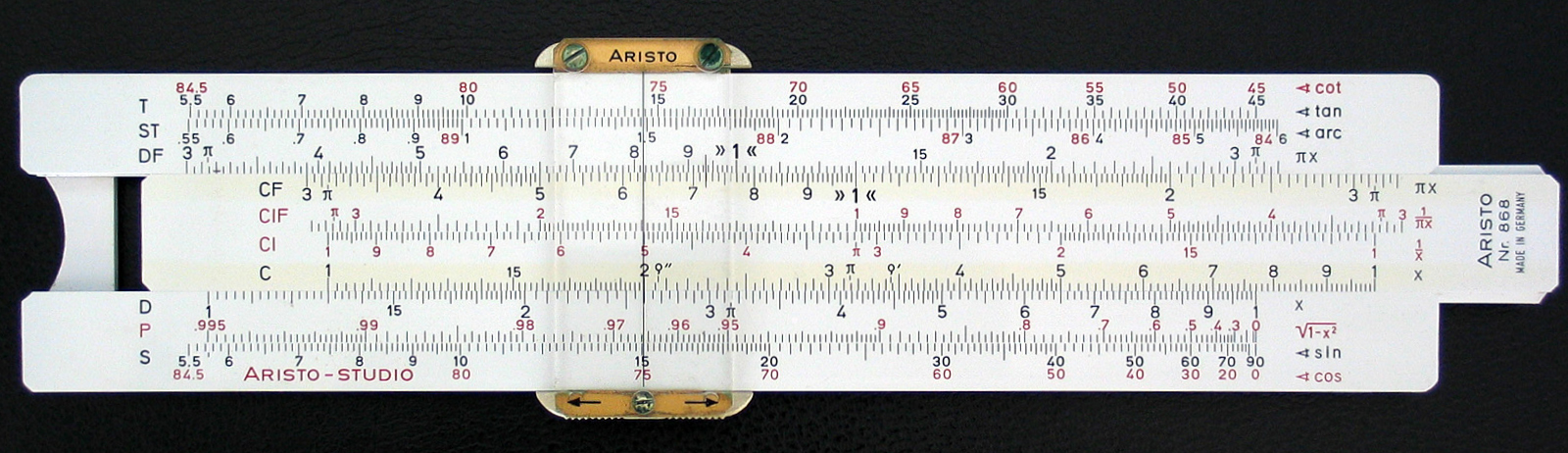
Логарифмическая линейка. Умножение 1,3 × 2 или деление 2,6 / 2 (см. шкалы C и D).

## Вариации и обобщения
Логарифм как решение уравнения {\displaystyle a^{x}=b} можно определить не только для вещественных и комплексных чисел.
- Можно ввести логарифмическую функцию для кватернионов (см. функции кватернионного переменного). Однако большинство алгебраических свойств логарифма при этом теряется[83] — например, логарифм произведения не равен сумме логарифмов, и это снижает практическую ценность такого обобщения.
- Если {\displaystyle a,b} — элементы конечной абелевой мультипликативной группы, то логарифм в указанном смысле (если он существует) называется дискретным. Чаще всего он рассматривается для конечной группы кольца вычетов по некоторому модулю, где называется индексом по этому модулю[84] и играет важную роль в криптографии. В циклических группах логарифм существует, если его основание является первообразным корнем этой группы.
- Матричный логарифм: можно определить логарифмы также для матриц[85].
- Можно определить p-адический логарифм[англ.] для некоторых p-адических чисел[86].
- Для работы с очень большими числами вводится понятие суперлогарифма, связанное не с возведением в степень, а с операцией более высокого порядка: тетрацией.